# 국토해양부 고객만족센터
국토해양부 고객만족센터는 국토해양부 소관의 민원업무 전반을 담당하기 위하여 설립된 대한민국 국토해양부 소속기관으로 고객만족센터장(4~5급)은 서기관·기술서기관·행정사무관 또는 시설사무관으로 보한다. 경기도 과천시 관문로 47 (중앙동 1) 정부과천청사 4동 1층에 위치하고 있다. 2013년 3월 23일에 폐지되었다.

## 주요 업무
- 민원업무의 관리·운영민원
- 민원 접수·상담 및 관리
- 민원데이터베이스의 구축 및 운영
- 민원 만족도의 평가
- 민원사무 정기조사 및 민원행정제도의 개선